# Lesli Margherita
Lesli Margherita (San José, 10 maggio 1973) è un'attrice e cantante statunitense.
Ha recitato a Londra nei Camilla ebola musical Zorro, per cui ha vinto il Laurence Olivier Award alla miglior performance in un ruolo non protagonista in un musical, e Matilda, un musical che ha interpretato anche a New York.

## Filmografia

### Attrice

#### Cinema
- Number 23, regia di Joel Schumacher (2007)
- Boogeyman 2 - Il ritorno dell'uomo nero (Boogeyman 2), regia di Jeff Betancourt (2007)
- Cinema's Exiles: From Hitler to Hollywood, regia di Karen Thomas (2009)
- Open Night, regia di Isaac Rentz (2016)
- I molti santi del New Jersey (The Many Saints of Newark), regia di Alan Taylor (2021)

#### Televisione
- Saranno famosi a Los Angeles (Fame L.A.) – serie TV, 21 episodi (1997-1998)
- Streghe (Charmed) – serie TV, episodio 6x17 (2004)
- Zack e Cody sul ponte di comando (The Suite Life on Deck) – serie TV, episodio 2x18 (2010)
- Homeland - Caccia alla spia (Homeland) – serie TV, episodi 6x08-7x01-7x02-7x03 (2017-2018)
- NCIS: Hawai'i – serie TV, episodio 3x06 (2024)

### Doppiatrice
- Le avventure di Pollicino e Pollicina (The Adventures of Tom Thumb and Thumbelina), regia di Glenn Chaika (2002)
- Cenerentola - Il gioco del destino (Cinderella III: A Twist in Time), regia di Frank Nissen (2007)

## Doppiatrici italiane
Nelle versioni in italiano delle opere in cui ha recitato, Lesli Margherita è stata doppiata da:
- Stefanella Marrama in Saranno famosi a Los Angeles
- Tiziana Avarista in Boogeyman 2 - Il ritorno dell’uomo nero
- Luisa Ziliotto in Open Night
- Stella Gasparri in Seven Seconds
- Anna Cugini in NCIS: Hawai'i